# Élections législatives de 1967 dans le Val-de-Marne
Les élections législatives françaises de 1967 se déroulent les 5 et 12 mars.  Dans le département du Val-de-Marne, huit députés sont à élire dans le cadre de huit circonscriptions.

## Élus
| Circonscription | Député sortant     | Parti              | Parti              | Député élu ou réélu             | Parti | Parti |
| --------------- | ------------------ | ------------------ | ------------------ | ------------------------------- | ----- | ----- |
| 1re             | Nouvellement créée | Nouvellement créée | Nouvellement créée | Marie-Claude Vaillant-Couturier |       | PCF   |
| 2e              | Nouvellement créée | Nouvellement créée | Nouvellement créée | Fernand Dupuy                   |       | PCF   |
| 3e              | Nouvellement créée | Nouvellement créée | Nouvellement créée | Georges Gosnat                  |       | PCF   |
| 4e              | Nouvellement créée | Nouvellement créée | Nouvellement créée | Alain Griotteray                |       | RI    |
| 5e              | Nouvellement créée | Nouvellement créée | Nouvellement créée | Pierre Billotte                 |       | UD-Ve |
| 6e              | Nouvellement créée | Nouvellement créée | Nouvellement créée | Roland Nungesser                |       | UD-Ve |
| 7e              | Nouvellement créée | Nouvellement créée | Nouvellement créée | Robert-André Vivien             |       | UD-Ve |
| 8e              | Nouvellement créée | Nouvellement créée | Nouvellement créée | Jean-Marie Poirier              |       | UD-Ve |

## Résultats

### Résultats à l'échelle du département
| Parti          | Parti                                           | Premier tour | Premier tour | Second tour | Second tour | Sièges |
| Parti          | Parti                                           | Voix         | %            | Voix        | %           | Sièges |
| -------------- | ----------------------------------------------- | ------------ | ------------ | ----------- | ----------- | ------ |
|                | Union des démocrates pour la Ve République      | 157 616      | 32,72        | 174 367     | 43,96       | 4      |
|                | Républicains indépendants                       | 23 154       | 4,81         | 27 866      | 7,02        | 1      |
|                | Divers droite (gaulliste)                       | 9 156        | 1,90         |             |             | 0      |
|                | Union des républicains de progrès               | 189 926      | 39,43        | 202 233     | 50,98       | 5      |
|                |                                                 |              |              |             |             |        |
|                | Section française de l'Internationale ouvrière  | 28 104       | 5,84         | Retrait     | Retrait     | 0      |
|                | Fédération de la gauche démocrate et socialiste | 10 193       | 2,12         |             |             | 0      |
|                | Parti radical                                   | 7 682        | 1,59         | Retrait     | Retrait     | 0      |
|                | Convention des institutions républicaines       | 7 578        | 1,57         |             |             | 0      |
|                | Fédération de la gauche démocrate et socialiste | 53 557       | 11,12        |             |             | 0      |
|                |                                                 |              |              |             |             |        |
|                | Parti communiste français                       | 171 360      | 35,58        | 194 451     | 49,02       | 3      |
|                | Progrès et démocratie moderne                   | 50 386       | 10,46        | Retrait     | Retrait     | 0      |
|                | Parti socialiste unifié                         | 12 198       | 2,53         |             |             | 0      |
|                | Mouvement jeune révolution                      | 4 217        | 0,88         | 0           |             |        |
|                |                                                 |              |              |             |             |        |
| Inscrits       | Inscrits                                        | 590 380      | 100,00       | 520 661     | 100,00      | 8      |
| Abstentions    | Abstentions                                     | 99 820       | 16,91        | 104 849     | 20,14       |        |
| Votants        | Votants                                         | 490 560      | 83,09        | 415 812     | 79,86       |        |
| Blancs et nuls | Blancs et nuls                                  | 8 916        | 1,82         | 19 128      | 4,6         |        |
| Exprimés       | Exprimés                                        | 481 644      | 98,18        | 396 684     | 95,4        |        |

### Résultats par circonscription

#### Première circonscription (Arcueil - Villejuif - Cachan)
| Candidat                          | Candidat                             | Parti          | Premier tour | Premier tour | Second tour | Second tour |  |
| Candidat                          | Candidat                             | Parti          | Voix         | %            | Voix        | %           |  |
| --------------------------------- | ------------------------------------ | -------------- | ------------ | ------------ | ----------- | ----------- |  |
|                                   | Marie-Claude Vaillant-Couturier élue | PCF            | 28 864       | 48,06        | 33 769      | 60,38       |  |
|                                   | Henri Chauvenet                      | UD-Ve          | 18 110       | 30,15        | 22 162      | 39,62       |  |
|                                   | André Maigné                         | CD (PDM)       | 4 943        | 8,23         |             |             |  |
|                                   | Robert-Charles Amelon                | FGDS           | 4 644        | 7,73         |             |             |  |
|                                   | Henri Leclerc                        | PSU            | 3 053        | 5,08         |             |             |  |
|                                   | Édouard Letemplier                   | Modérés        | 443          | 0,74         |             |             |  |
|                                   |                                      |                |              |              |             |             |  |
| Inscrits                          | Inscrits                             | Inscrits       | 72 902       | 100,00       | 72 889      | 100,00      |  |
| Abstentions                       | Abstentions                          | Abstentions    | 11 288       | 15,48        | 14 791      | 20,29       |  |
| Votants                           | Votants                              | Votants        | 61 614       | 84,52        | 58 098      | 79,71       |  |
| Blancs et nuls                    | Blancs et nuls                       | Blancs et nuls | 1 557        | 2,53         | 2 167       | 3,73        |  |
| Exprimés                          | Exprimés                             | Exprimés       | 60 057       | 97,47        | 55 931      | 96,27       |  |
| Source : Le Monde du 25 juin 1968 |                                      |                |              |              |             |             |  |

#### Deuxième circonscription (Choisy-le-Roi - Orly)
| Candidat           | Candidat          | Parti          | Premier tour | Premier tour | Second tour | Second tour |  |
| Candidat           | Candidat          | Parti          | Voix         | %            | Voix        | %           |  |
| ------------------ | ----------------- | -------------- | ------------ | ------------ | ----------- | ----------- |  |
|                    | Fernand Dupuy élu | PCF            | 26 114       | 41,63        | 33 271      | 56,52       |  |
|                    | Vincent Brugère   | UD-Ve          | 21 896       | 34,91        | 25 592      | 43,48       |  |
|                    | Annie Duperrey    | FGDS           | 5 549        | 8,85         |             |             |  |
|                    | Alfred Willame    | CD (PDM)       | 4 412        | 7,03         |             |             |  |
|                    | Pierre Ringuet    | PSU            | 3 359        | 5,36         |             |             |  |
|                    | Hilaire Chollet   | ARLP           | 1 395        | 2,22         |             |             |  |
|                    |                   |                |              |              |             |             |  |
| Inscrits           | Inscrits          | Inscrits       | 76 997       | 100,00       | 76 999      | 100,00      |  |
| Abstentions        | Abstentions       | Abstentions    | 13 281       | 17,25        | 15 514      | 20,15       |  |
| Votants            | Votants           | Votants        | 63 716       | 82,75        | 61 485      | 79,85       |  |
| Blancs et nuls     | Blancs et nuls    | Blancs et nuls | 991          | 1,56         | 2 622       | 4,26        |  |
| Exprimés           | Exprimés          | Exprimés       | 62 725       | 98,44        | 58 863      | 95,74       |  |
| Source : Data.gouv |                   |                |              |              |             |             |  |

#### Troisième circonscription (Ivry-Vitry)
|                    | Georges Gosnat élu | PCF            | 32 420 | 55,99  |  |  |  |
|                    | Victor Rochenoir   | UD-Ve          | 15 378 | 26,56  |  |  |  |
|                    | André Pachet       | FGDS (SFIO)    | 4 209  | 7,27   |  |  |  |
|                    | René Liger         | CD (PDM)       | 3 537  | 6,11   |  |  |  |
|                    | Serge Malek        | PSU            | 2 356  | 4,07   |  |  |  |
|                    |                    |                |        |        |  |  |  |
| Inscrits           | Inscrits           | Inscrits       | 69 693 | 100,00 |  |  |  |
| Abstentions        | Abstentions        | Abstentions    | 10 822 | 15,53  |  |  |  |
| Votants            | Votants            | Votants        | 58 871 | 84,47  |  |  |  |
| Blancs et nuls     | Blancs et nuls     | Blancs et nuls | 971    | 1,65   |  |  |  |
| Exprimés           | Exprimés           | Exprimés       | 57 900 | 98,35  |  |  |  |
| Source : Data.gouv |                    |                |        |        |  |  |  |

#### Quatrième circonscription (Alfortville-Charenton)
| Candidat           | Candidat             | Parti          | Premier tour | Premier tour | Second tour | Second tour |  |
| Candidat           | Candidat             | Parti          | Voix         | %            | Voix        | %           |  |
| ------------------ | -------------------- | -------------- | ------------ | ------------ | ----------- | ----------- |  |
|                    | Alain Griotteray élu | RI             | 23 154       | 40,83        | 27 866      | 51,03       |  |
|                    | Roland Foucard       | PCF            | 17 322       | 30,55        | 26 742      | 48,97       |  |
|                    | Charles Pot          | FGDS (SFIO)    | 6 292        | 11,1         |             |             |  |
|                    | André-Henri Touzet   | CD (PDM)       | 4 407        | 7,77         |             |             |  |
|                    | Guy Poilvé           | PSU            | 3 430        | 6,05         |             |             |  |
|                    | Yves de Mellis       | Modérés        | 2 104        | 3,71         |             |             |  |
|                    |                      |                |              |              |             |             |  |
| Inscrits           | Inscrits             | Inscrits       | 70 597       | 100,00       | 70 601      | 100,00      |  |
| Abstentions        | Abstentions          | Abstentions    | 12 830       | 18,17        | 13 857      | 19,63       |  |
| Votants            | Votants              | Votants        | 57 767       | 81,83        | 56 744      | 80,37       |  |
| Blancs et nuls     | Blancs et nuls       | Blancs et nuls | 1 058        | 1,83         | 2 136       | 3,76        |  |
| Exprimés           | Exprimés             | Exprimés       | 56 709       | 98,17        | 54 608      | 96,24       |  |
| Source : Data.gouv |                      |                |              |              |             |             |  |

#### Cinquième circonscription (Créteil - Saint-Maur)
| Candidat           | Candidat                  | Parti                     | Premier tour | Premier tour | Second tour | Second tour |  |
| Candidat           | Candidat                  | Parti                     | Voix         | %            | Voix        | %           |  |
| ------------------ | ------------------------- | ------------------------- | ------------ | ------------ | ----------- | ----------- |  |
|                    | Pierre Billotte élu       | UD-Ve                     | 27 781       | 43,47        | 33 944      | 57,57       |  |
|                    | Armand Dudach             | PCF                       | 16 036       | 25,09        | 25 016      | 42,43       |  |
|                    | Philippe Vayron           | CD (PDM)                  | 9 542        | 14,93        | Retrait     | Retrait     |  |
|                    | Fernand Trouillet         | FGDS (CIR)                | 7 578        | 11,86        |             |             |  |
|                    | Christian Dutech-Pariente | ARLP                      | 1 598        | 2,5          |             |             |  |
|                    | Pierre Chartier           | Divers droite (Gaulliste) | 1 378        | 2,16         |             |             |  |
|                    |                           |                           |              |              |             |             |  |
| Inscrits           | Inscrits                  | Inscrits                  | 80 235       | 100,00       | 80 238      | 100,00      |  |
| Abstentions        | Abstentions               | Abstentions               | 15 103       | 18,82        | 17 746      | 22,12       |  |
| Votants            | Votants                   | Votants                   | 65 132       | 81,18        | 62 492      | 77,88       |  |
| Blancs et nuls     | Blancs et nuls            | Blancs et nuls            | 1 219        | 1,87         | 3 532       | 5,65        |  |
| Exprimés           | Exprimés                  | Exprimés                  | 63 913       | 98,13        | 58 960      | 94,35       |  |
| Source : Data.gouv |                           |                           |              |              |             |             |  |

#### Sixième circonscription (Bry-sur-Marne - Champigny - Nogent)
| Candidat           | Candidat             | Parti          | Premier tour | Premier tour | Second tour | Second tour |  |
| Candidat           | Candidat             | Parti          | Voix         | %            | Voix        | %           |  |
| ------------------ | -------------------- | -------------- | ------------ | ------------ | ----------- | ----------- |  |
|                    | Roland Nungesser élu | UD-Ve          | 28 575       | 48,14        | 31 812      | 56,51       |  |
|                    | Louis Talamoni       | PCF            | 17 604       | 29,66        | 24 479      | 43,49       |  |
|                    | Pierre Mathieu       | FGDS (Radical) | 7 682        | 12,94        | Retrait     | Retrait     |  |
|                    | Jacques Couzon       | CD (PDM)       | 5 499        | 9,26         |             |             |  |
|                    |                      |                |              |              |             |             |  |
| Inscrits           | Inscrits             | Inscrits       | 72 265       | 100,00       | 72 266      | 100,00      |  |
| Abstentions        | Abstentions          | Abstentions    | 11 763       | 16,28        | 13 558      | 18,76       |  |
| Votants            | Votants              | Votants        | 60 502       | 83,72        | 58 708      | 81,24       |  |
| Blancs et nuls     | Blancs et nuls       | Blancs et nuls | 1 142        | 1,89         | 2 417       | 4,12        |  |
| Exprimés           | Exprimés             | Exprimés       | 59 360       | 98,11        | 56 291      | 95,88       |  |
| Source : Data.gouv |                      |                |              |              |             |             |  |

#### Septième circonscription (Fontenay - Saint-Mandé - Vincennes)
| Candidat           | Candidat                | Parti          | Premier tour | Premier tour | Second tour | Second tour |  |
| Candidat           | Candidat                | Parti          | Voix         | %            | Voix        | %           |  |
| ------------------ | ----------------------- | -------------- | ------------ | ------------ | ----------- | ----------- |  |
|                    | Robert-André Vivien élu | UD-Ve          | 23 775       | 41,55        | 30 407      | 59,03       |  |
|                    | Roger Mario             | PCF            | 12 429       | 21,72        | 21 100      | 40,97       |  |
|                    | Jean-Claude Delarue     | FGDS (SFIO)    | 7 630        | 13,33        | Retrait     | Retrait     |  |
|                    | François Guérard        | CD (PDM)       | 6 937        | 12,12        |             |             |  |
|                    | Maurice Quinson         | Modérés        | 5 231        | 9,14         |             |             |  |
|                    | Pierre Roudier          | ARLP           | 1 224        | 2,14         |             |             |  |
|                    |                         |                |              |              |             |             |  |
| Inscrits           | Inscrits                | Inscrits       | 69 612       | 100,00       | 69 598      | 100,00      |  |
| Abstentions        | Abstentions             | Abstentions    | 11 413       | 16,4         | 14 732      | 21,17       |  |
| Votants            | Votants                 | Votants        | 58 199       | 83,6         | 54 866      | 78,83       |  |
| Blancs et nuls     | Blancs et nuls          | Blancs et nuls | 973          | 1,67         | 3 359       | 6,12        |  |
| Exprimés           | Exprimés                | Exprimés       | 57 226       | 98,33        | 51 507      | 93,88       |  |
| Source : Data.gouv |                         |                |              |              |             |             |  |

#### Huitième circonscription (Boissy-Saint-Léger - Villeneuve-Saint-Georges)
| Candidat           | Candidat                   | Parti          | Premier tour | Premier tour | Second tour | Second tour |  |
| Candidat           | Candidat                   | Parti          | Voix         | %            | Voix        | %           |  |
| ------------------ | -------------------------- | -------------- | ------------ | ------------ | ----------- | ----------- |  |
|                    | Jean-Marie Poirier élu     | UD-Ve          | 22 101       | 34,67        | 30 450      | 50,31       |  |
|                    | Maxime Kalinsky            | PCF            | 20 571       | 32,27        | 30 074      | 49,69       |  |
|                    | Olivier Lefèvre d'Ormesson | CD (PDM)       | 11 109       | 17,42        | Retrait     | Retrait     |  |
|                    | Marius Faisse              | FGDS (SFIO)    | 9 973        | 15,64        | Retrait     | Retrait     |  |
|                    |                            |                |              |              |             |             |  |
| Inscrits           | Inscrits                   | Inscrits       | 78 079       | 100,00       | 78 070      | 100,00      |  |
| Abstentions        | Abstentions                | Abstentions    | 13 320       | 17,06        | 14 651      | 18,77       |  |
| Votants            | Votants                    | Votants        | 64 759       | 82,94        | 63 419      | 81,23       |  |
| Blancs et nuls     | Blancs et nuls             | Blancs et nuls | 1 005        | 1,55         | 2 895       | 4,56        |  |
| Exprimés           | Exprimés                   | Exprimés       | 63 754       | 98,45        | 60 524      | 95,44       |  |
| Source : Data.gouv |                            |                |              |              |             |             |  |